# Acacia myrmecophila
Acacia myrmecophila é uma espécie de leguminosa do gênero Acacia, pertencente à família Fabaceae.